# دور مندلي
مدينة مندلي كانت أقدم قضاء في العراق ويعود تاريخ كونه قضاء إلى عهد الوالي العثماني مدحت باشا وعندما تشكلت الحكومة العراقية عام 1921 أصبحت قائم مقامية وقبل تحويله إلى ناحية عام 1987 كانت تتبعها إدارياً كل من ناحية بلدروز (ورازه رو)وكنعان وقزانية والكثير من القرى.
مندلي القضاء المزدهر تحول بقرار من رئيس (لجنة شؤون الشمال) إلى ناحية بتاريخ  1987 بسبب ظاهري وهو القصف الإيراني الذي ادى إلى هجرة اهاليه إلى كل من مدينة بلدروز وكنعان، بعد أن بنيت لسكانها المهاجرين بيوت لهم في المدينتين المذكورتين.

## الموقع
دور مندلي، من مدائن العراق التي ورد ذكرها تكراراً في كتب التاريخ. وهي من مدن أطراف العراق الشرقي؛ تبعد عن الحدود الإيرانية بضع كيلومترات عن منطقة (بشت كو). وتتبع بعقوبة وتبعد عنها 93 كلم، وعن بغداد 160 كلم. وأقرب المدن العراقية إليها بدرة وخانقين وبعقوبة والمقدادية.
وتقع في لحق جبل حمرين الذي يمتد على طول حدودها الشرقية وينتهي نهائيا قرب أراضي (هشيمة) أي قرب حدود مندلي – بدرة.
وتشرف قصبة المدينة على سهول واسعة تسقيها الوديان التي تنبع من جبال إيران وتصب في هذا السهل الفسيح حيث تنتشر البساتين اليانعة في أطراف المدينة وتكتنفها بعض القرى الواقعة على هذا السهل القريبة من بعضها البعض حيث تشرف عليها الروابي والقريبة من الحدود.
ويسقي بساتينها ومزارعها (وادي كنكير) الذي ينبع من (هيوان) ويمر في (سومار) أو (سمبار) الإيرانية، حيث يجتاز الحدود مخترقاً جبل حمرين ويصب في السهل بعد أن ينقسم إلى عدة جداول ليسقي المزارع البساتين.

## التاريخ والتسمية
ويرجع تاريخ المدينة إلى أكثر من 6000 عام قبل الميلاد، وعموماً فإن هذه السهول التي تقع تحت التلال والجبال تعتبر من أوائل المناطق التي أستوطنها الإنسان بعد هجرته الكهوف في الجبال، ثم ظهرت المدنية الأولى على تخومها والتي توجتها السومرية كأول حضارة مثقفة، يمكن الإستدلال على ملامحها. وقد أكدت الحفريات التي قامت بها الحكومة العراقية عام 1966 وجود مدينة عامرة يستعمل النهر في معاشها وفيها بيوت وحياة متحضرة. وقد كانت بساتينها مرتعا للدول الفارسية المتعاقبة والسلوقية حتى قدوم الفتح الإسلامي حيث وردت في كتب المؤرخين العرب باسم (البندجين) الموروث من تلك الحقب. حيث قال عنها ياقوت الحموي في معجمه (بلدة مشهورة من طرف النهروان من ناحية الجبل من أعمال بغداد.. وقد خرج منها خلق من العلماء محدثون وشعراء وفقهاء وكتاب). وقال عنها العلامة أنستاس الكرملي في مجلة لسان العرب إن الاسم الأصلي لها هو (وندنيكان): إنها جمع وندنيك الفارسية ومعناه (الملاكون الطيبون) وكان قد ذكرها هيرودوتس المؤرخ باسم (أردريكا) وقال عنها ان فيها عيون نفط.
لقد تبعت هذه المدينة بغداد في التقسيم إبان العهد العباسي واستمر حالها هكذا بعد سقوط بغداد وحلول الدولة العثمانية لاحقاً. وقد حدث ما لا يحمد عقباه في تقسيم الحدود بينهم وبين دولة الفرس القجرية في معاهدات (أرض روم) والحدود المرسومة عام 1905 الفاشلة التي لم تحترم في وضعها أبسط شروط التقسيم البشري والجغرافي بين البلدين الذي عاد وبالاً بعد ذلك في تركة مرة ورثتها السلطة العراقية والتي أدت إلى حروب وانتهاكات في تحديد هوية قاطني المنطقة الذين بقوا في داخل إيران ويمتون صلاتهم العائلية بالعراق، وأكثر مثال ملموس في تلك المعضلة هو وضع العراقيون (الفيلية) الذين جاءوا من (بشت كو)، أي ظهر الجبل ووسموا بانتمائهم الإيراني بالرغم من عدمه.
لقد جرى حينئذ وضع الحدود بحيث أعطيت منطقة (سومار) إلى إيران مقابل (هورين شيخان) و (قوتو) أعطيتا للعراق. ووضع مندلي يدخل في تلك الفوضى التي كانت إحدى ضحاياها، حيث تقسمت المدينة إلى أشلاء على جانبي الحدود وقد كانت حدود المدينة تقع حتى (دير اله) داخل الحدود الإيرانية اليوم وما يدلل على ذلك هو وجود مخفر داخل عمق الأراضي الإيرانية يسمى (مخفر العثمانيين) وكان لها عدة قرى تحمل أسماء عراقية مثل (طيب) و (بيات). ويتذكر المسنين من أهل مندلي أو الناقلين عنهم بان عندما كانت تتقوى العشائر الواقعة داخل الحدود الإيرانية على حكومتها المركزية من أمثال رئيس عشيرة (كلهور) أو لورستان وتهرب إلى داخل العراق فيستغل الأهالي مجئ الأمير أووالي (بشتكوه) ليتفاوضون معه مستغلين مجيئه للصيد قرب مندلي وبعد شئ من الرشوة يغض الطرف عن تقنين قدوم المياه الوارد إليها وكذلك عودة هؤلاء دون عناء يذكر.
وقد أدى ذلك إلى قطيعة مندلي مع محيطها الطبيعي ومصادر ورود الماء إليها من وراء الحدود الذي تحكمت به السلطات الإيرانية لتغير مجراه إلى داخل أراضيهم. ولاسيما بعد أن جعل رضا خان شاه إيران بساتينه ومزارعه الواقعة على الحدود في منطقة (سومار) تسقى بالماء كله الذي كان مخصصاً لمدينة مندلي ومحيطها القروي الذي أدى إلى أن تعاني المدينة من شحه الماء وما تبعه من الفاقة ورحيل الناس عنها باتجاه المدن القريبة وتتبع مندلي إداريا ناحية بلدروز ويمكن أن يكون اسمها محرفاً عن اسم (براز الروز) التي ذكرها ياقوت في معجمه. وهي تقع على النهير الذي يحمل اسمها بين بعقوبا ومندلي وأهلها من الناطقين بالعربية ومن الطريف في ان أراض كثيرة فيها كان يملكها السلطان عبد الحميد التركي وقد فوضها إلى صيرفي يوناني اسمه (ظريفي) بسبب دين له على الحكومة العثمانية وكان يوكلها لآخرين غيره. وقد استمر الحال هكذا حتى العام 1937 حين بيعت أراضيها لملاكين من بغداد والكاظمية.

## خصائص المدينة ومميزاتها
وتحتوي مدينة مندلي على ستة أحياء كبيرة وأكبر المحلات هي قلعة جميل بك ومحلة (بوياقي) وسكنتها غالبيتهم من الترك ومحلة (قلم حاج) وعجلة (سوق الصغير) وغالبية سكانه من الفرس و (سوق الكبير) وغالبية سكانه من الكرد والعرب. ونلاحظ هنا اللحمة الاجتماعية الذي يشكلها الفسيفساء العرقي (الكرد والترك والعرب والفرس) يقطنون منطقة صغيرة ولتمثل مندلي بذلك أجمل صورة الفتها ذاكرتنا عن المجتمع العراقي «أيام زمان» عندما تحابوا الجميع في كنفه ورتعوا بخيراته ولم يفرقهم أي شئ.
وتقاليد أهل مندلي تشبه كثيراً تقاليد (اللور الفيلية)، ومن أغرب ما يحتويه مجتمعها فرقة دينية إسلامية عددها اليوم حوالي الأربعة آلاف نسمة تدعى (العلي اللاهية) ويقال لها هنا (القلم حاجية) نسبة إلى اسم الحي الذي يقطنوه. وهم يعتقدون بأن الإمام علي بن أبي طالب يصلي عنهم ويعوض تركهم لها أما صيامهم فلدى شيوخهم تفسير فحواه أنه ورد بصيغة كردية نصها (سه روز) أي ثلاثة أيام وليس (سي روز) أي ثلاثين يوماً. وهم عادة مايطلقون لحاهم ويتجنبوا النجاسة كافة.

## معالم وآثار
وتحتوي منطقة مندلي على مناطق أثارية تعود إلى حقب تاريخية مختلفة نذكر منها (جيجكان) الواقعة شمال قصبة المدينة و (كوكتية) ومعناها بالتركية (التل الأخضر) و (تل تمرخان) ومنطقة (دوجكا) التي تعني بالكردية (التلان). وقلعة (كونة) ومعناها بالكردية (القلعة القديمة) وكذلك أثار (المدينّة) و (جكامامي) و (كناري) و (قلعة سفيد) وهي أثر ساساني ظاهر ومعناه بالفارسية (القصر الأبيض).
تنتظر مندلي البحث الحثيث عن أثارها وسابق تأريخها المرتبط حتماً مع حضارة الرافدين والأمل معقود على جعلها مدينة حدودية نموذجية تكرس التعاون على جانبيه بصفاء النوايا والمصلحة المشتركة. ناهيك عن منزلتها النموذجية في مدن العراق وذلك بامتزاج الملل والنحل في ظلال أزقتها وأشجارها.